# Микаел Пернфош
Микаел Пернфош (швед. Mikael Pernfors; рођен 16. јула 1963. године) је бивши шведски тенисер.
Финалиста је Ролан Гароса у појединачној конкуренцији 1986. године. У каријери је освојио једну титулу на АТП Мастерс турнирима, Канада 1993. године. Укупно је победио на 3 АТП турнира у синглу. Најбољи пласман на АТП листи му је 10 место.

## Гренд слем финала

### Појединачно 1 (0—1)
| Исход  | Година | Турнир      | Подлога | Противник  | Резултат      |
| Финале | 1986.  | Ролан Гарос | Шљака   | Иван Лендл | 6–3, 6–2, 6–4 |

## АТП Мастерс финала

### Појединачно: 1 (1—0)
| Исход  | Година | Турнир | Противник  | Резултат      |
| Победа | 1993   | Канада | Тод Мартин | 2–6, 6–2, 7–5 |